# William George Keith Elphinstone
William George Keith Elphinstone (Scozia, 26 gennaio 1782 – Afghanistan, 23 aprile 1842) è stato un generale britannico.

## Biografia
Nato in Scozia il 26 gennaio 1782, si arruolò nell'esercito nel 1804. Si distinse nella battaglia di Waterloo, dove comandò il 33º reggimento di fanteria dell'esercito britannico, e venne creato Compagno dell'Ordine del Bagno.
Durante la prima guerra anglo-afghana (1839-1842), gli fu assegnato il comando della guarnigione britannica di Kabul. Nel 1842, fu costretto dagli afgani a ritirarsi da Kabul insieme ad una colonna di ben sedicimila soldati e civili, dei quali la maggioranza furono uccisi o morirono di freddo sulla strada per Jalalabad.